# Beuvrages
Beuvrages est une commune française de la banlieue de Valenciennes, située dans le département du Nord en région Hauts-de-France.
Ses habitants sont appelés Beuvrageois.

## Géographie

### Communes limitrophes
| Raismes | Raismes   | Bruay-sur-l'Escaut |
| Raismes | Beuvrages | Bruay-sur-l'Escaut |
| Anzin   | Anzin     | Valenciennes       |

### Hydrographie

#### Réseau hydrographique
La commune est située dans le bassin Artois-Picardie. Elle est drainée par le Beuvrages, le Jard et le marais de Beuvrages,,.

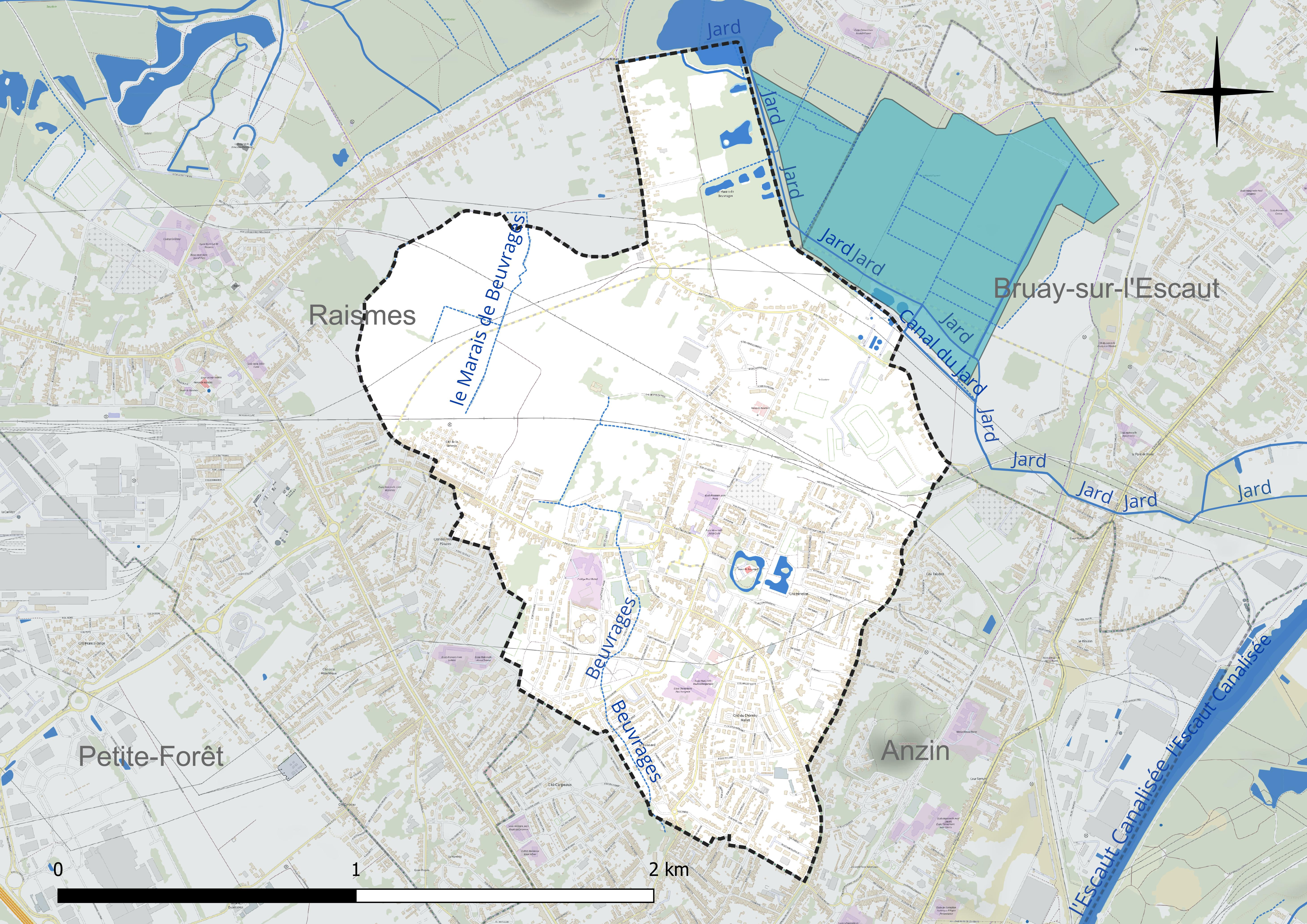
Réseau hydrographique de Beuvrages.

#### Gestion et qualité des eaux
Le territoire communal est couvert par le schéma d'aménagement et de gestion des eaux (SAGE) « Escaut ». Ce document de planification concerne un territoire de 2 005 km2 de superficie, délimité par le bassin versant de l'Escaut. Le périmètre a été arrêté le 9 juin 2006 et le SAGE proprement dit a été approuvé le 13 juillet 2021. La structure porteuse de l'élaboration et de la mise en œuvre est le syndicat mixte Escaut et Affluents (SyMEA). 
La qualité des cours d'eau peut être consultée sur un site dédié géré par les agences de l'eau et l'Agence française pour la biodiversité. 

### Climat
Pour des articles plus généraux, voir Climat des Hauts-de-France et Climat du Nord.
En 2010, le climat de la commune est de type climat océanique dégradé des plaines du Centre et du Nord, selon une étude du CNRS s'appuyant sur une série de données couvrant la période 1971-2000. En 2020, Météo-France publie une typologie des climats de la France métropolitaine dans laquelle la commune est exposée à un climat océanique altéré et est dans la région climatique  Nord-est du bassin Parisien, caractérisée par un ensoleillement médiocre, une pluviométrie moyenne régulièrement répartie au cours de l'année et un hiver froid (3 °C).
Pour la période 1971-2000, la température annuelle moyenne est de 10,5 °C, avec une amplitude thermique annuelle de 14,7 °C. Le cumul annuel moyen de précipitations est de 729 mm, avec 12,2 jours de précipitations en janvier et 9,3 jours en juillet. Pour la période 1991-2020, la température moyenne annuelle observée sur la station météorologique la plus proche, située sur la commune de Valenciennes à 3 km à vol d'oiseau, est de 11,0 °C et le cumul annuel moyen de précipitations est de 694,1 mm,. Pour l'avenir, les paramètres climatiques de la commune estimés pour 2050 selon différents scénarios d'émission de gaz à effet de serre sont consultables sur un site dédié publié par Météo-France en novembre 2022.

## Urbanisme

### Typologie
Au 1er janvier 2024, Beuvrages est catégorisée grand centre urbain, selon la nouvelle grille communale de densité à sept niveaux définie par l'Insee en 2022.
Elle appartient à l'unité urbaine de Valenciennes (partie française), une agglomération internationale regroupant 56  communes, dont elle est une commune de la banlieue,,. Par ailleurs la commune fait partie de l'aire d'attraction de Valenciennes (partie française), dont elle est une commune du pôle principal,. Cette aire, qui regroupe 102 communes, est catégorisée dans les aires de 200 000 à moins de 700 000 habitants,.

### Occupation des sols
L'occupation des sols de la commune, telle qu'elle ressort de la base de données européenne d'occupation biophysique des sols Corine Land Cover (CLC), est marquée par l'importance des territoires artificialisés (65,8 % en 2018), en augmentation par rapport à 1990 (57,7 %). La répartition détaillée en 2018 est la suivante : 
zones urbanisées (65,8 %), terres arables (22,2 %), zones agricoles hétérogènes (11,1 %), forêts (0,7 %), prairies (0,1 %). L'évolution de l'occupation des sols de la commune et de ses infrastructures peut être observée sur les différentes représentations cartographiques du territoire : la carte de Cassini (XVIIIe siècle), la carte d'état-major (1820-1866) et les cartes ou photos aériennes de l'IGN pour la période actuelle (1950 à aujourd'hui).

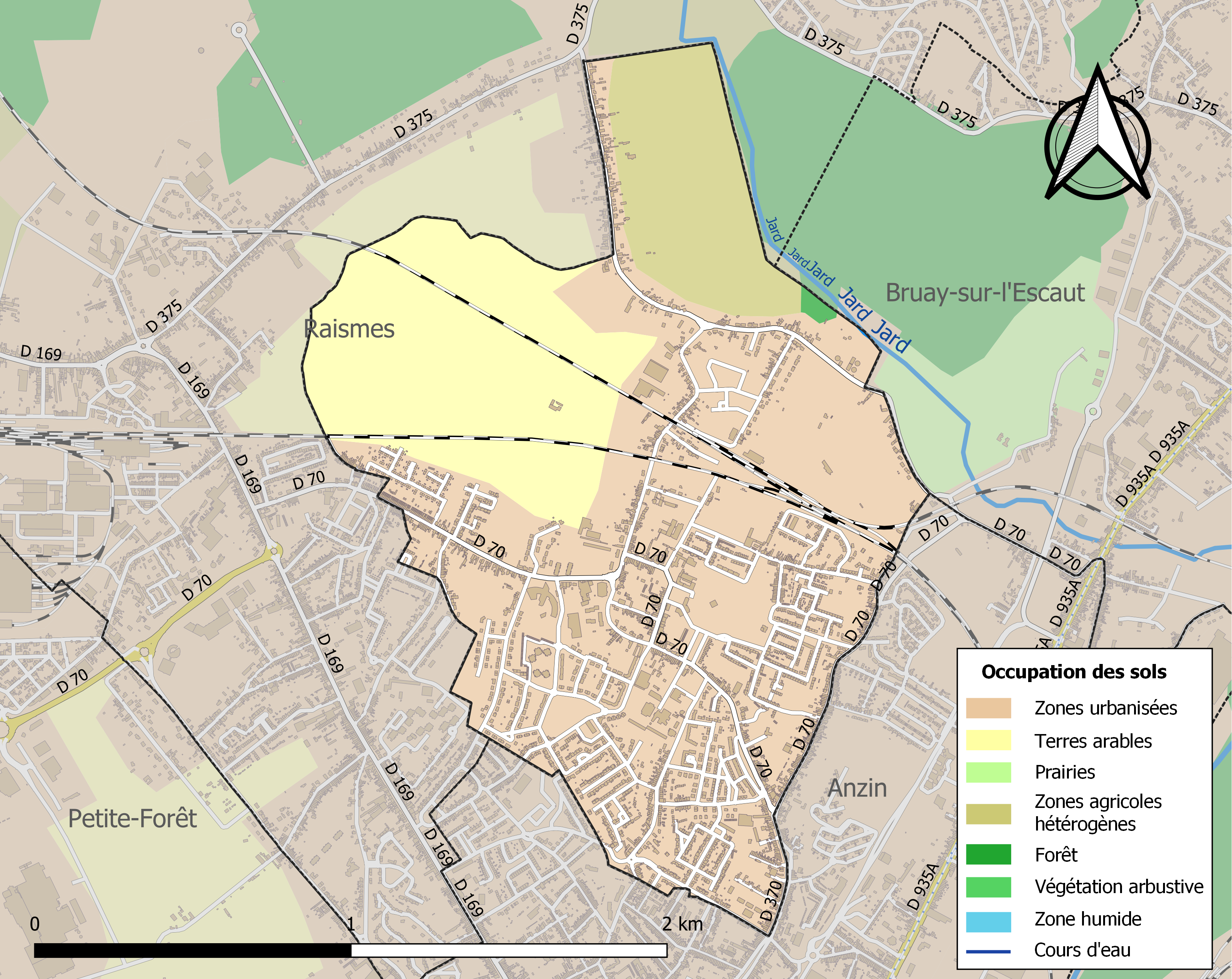
Carte des infrastructures et de l'occupation des sols de la commune en 2018 (CLC).

### Habitat et logement
En 2019, le nombre total de logements dans la commune était de 2 880, alors qu'il était de 2 806 en 2014 et de 2 767 en 2009.
Parmi ces logements, 93,4 % étaient des résidences principales, 0,1 % des résidences secondaires et 6,5 % des logements vacants. Ces logements étaient pour 73,4 % d'entre eux des maisons individuelles et pour 26,4 % des appartements.
Le tableau ci-dessous présente la typologie des logements à Beuvrages en 2019 en comparaison avec celle du Nord et de la France entière. Une caractéristique marquante du parc de logements est ainsi une proportion de résidences secondaires et logements occasionnels (0,1 %) inférieure à celle du département (1,6 %) mais supérieure à celle de la France entière (9,7 %). Concernant le statut d'occupation de ces logements, 46,4 % des habitants de la commune sont propriétaires de leur logement (46,1 % en 2014), contre 54,7 % pour le Nord et 57,5 pour la France entière.
| Typologie                                               | Beuvrages | Nord | France entière |
| ------------------------------------------------------- | --------- | ---- | -------------- |
| Résidences principales (en %)                           | 93,4      | 90,6 | 82,1           |
| Résidences secondaires et logements occasionnels (en %) | 0,1       | 1,6  | 9,7            |
| Logements vacants (en %)                                | 6,5       | 7,8  | 8,2            |

### Voies de communication et transports

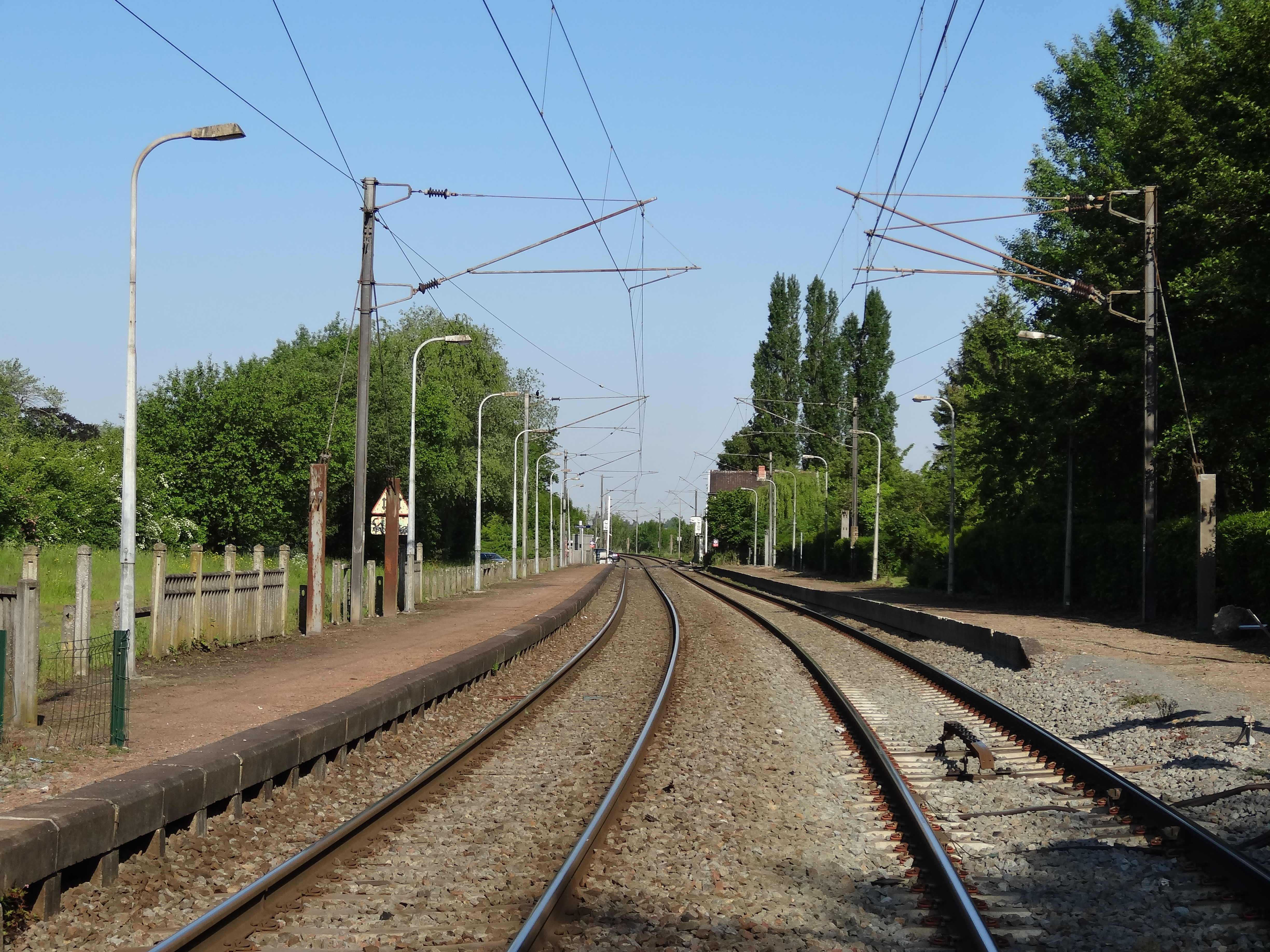
La gare de Beuvrages, en mai 2013.

La gare de Beuvrages, située sur les lignes de Fives à Hirson et de Douai à Blanc-Misseron (seuls les trains du réseau TER Hauts-de-France circulant sur cette dernière s'y arrêtent encore), dessert la commune.
Elle est également desservie par les lignes 2 et 13 du réseau Transvilles.
Beuvrages est aussi accessible par le réseau routier et autoroutier (A2, A23). Il sera complété par le contournement Nord de Valenciennes, dont la mise en service de la section occidentale est prévue en 2025.

## Toponymie
La commune est mentionnée sous le nom de Brevetica dans un récit de martyre censé se dérouler vers 771, selon un manuscrit du XVe siècle qui la nomme lui-même Buvraiges,.
Benezech, dans Études sur l'histoire du Hainaut de Jacques de Guyse, en 1839, mentionne l'évolution du toponyme en Buureges dans les manuscrits de Paris, en Buvregues dans le manuscrit de Valenciennes avant de devenir Buvraige  et Buvraiges sur la pierre tombale de Jean Rasoir ou dans les albums de Croÿ, puis Beuvrages à l'époque moderne.

## Histoire

### Origine mythique
On trouve dans l'Histoire du Hainaut de Jacques de Guyse un récit mythique de la fondation de Beuvrages par des Gaulois venus conquérir la "Belgis" et fondant Valenciennes et des villes de ses environs,,.

« Dans cette intention, et pour se ménager une retraite, ils construisent une forteresse, des remparts, des tours, une porte et un oppidum auquel ils donnent le nom de Vallée des Sénonais, mais qu'on appelle aujourd'hui Valenciennes. Brémus et Brennus campèrent, l'un à Breveticum, nommé ainsi par Brémus, et appelé maintenant « Buvraiges » ; l'autre, au lieu de Brena, qui tient de Brennus ce nom qu'il conserva jusqu'au temps de Charlemagne, mais qu'il a quitté depuis pour prendre celui du glorieux martyr Saint Saulve. »

### Moyen Âge
Beuvrages est sans doute néanmoins  mentionné historiquement sous le nom de Breveticvm, mais au Haut Moyen Âge. Dans son Histoire du Hainaut Jacques de Guyse vers 1446 - 1450 rapporte un événement important de l'histoire du Hainaut: le martyre de Saint Saulve (Salvius/Sauve d'Angoulême).
Genard dirigeait Valenciennes en 771 au nom de Charlemagne, ou 741 au nom de Charles Martel maire du palais selon les sources. Winegard, son fils, convoitant le riche mobilier liturgique de Saulve pour s'en faire une selle le fait arrêter puis exécuter. Le corps du martyr est enterré secrètement dans une étable de Winegard, à Breveticvm, jusqu'à ce qu'une certaine Rasvère, vieille femme du village, ne découvre la sépulture qui sera vénérée avant une translation des reliques,. Une église était dédiée à Saint Saulve, à Beuvrages, jusqu'à sa destruction en 1975.
La seigneurie de Beuvrages, dans le comté de Hainaut, est mentionnée dès 1157, où est cité comme témoin d'une charte de Baudouin IV, Regnerus de Beuverages.
En 1477, Guillaume de Bisches, seigneur de Beuvrages, livre la ville sans la défendre aux armées de Louis XI. Son château est brûlé en représailles. En 1656, le maréchal de La Ferté, à la tête des troupes de Louis XIV, établit son quartier général au château de Beuvrages. Il tente sans succès, avec le maréchal Turenne, de prendre Valenciennes à l'Espagne. Blessé, il est fait prisonnier tandis que Turenne réussit à se retirer avec les troupes. Valenciennes capitule en 1677 et Beuvrages est rattaché à la France par le traité de Nimègue. En 1687, Monseigneur de Bryas, archevêque de Cambrai, rachète la seigneurie au duc d'Arenberg et y fonde un séminaire du diocèse de Cambrai. Après un retour temporaire à Cambrai en 1696, le séminaire revient à Beuvrages en 1726, à l'emplacement de l'actuelle mairie.

### Époque moderne
L'abbaye des Dames de Beaumont y déclare des terres en 1748.
Aux XIXe et XXe siècles, Beuvrages voit l'édification de six maisons de maître, vite appelées « châteaux » en raison de leurs volumétries.
Ils étaient connus sous les noms de « château La Poussière » ou « d'Arnonville », « château Derasse », « château Courtecuisse », « château Duquesne - Loison - Thibaut »,« château Lefebvre-Carlier », « château Perdry-Mallez », ces patronymes envoyant souvent à ceux de leurs propriétaires successifs.
Le château de Bon-Repos, propriété du banquier Alexandre Duquesne, de Valenciennes, est aménagé avec goût, et il y meurt le 24 avril 1827. Son fils Alexandre-Joseph, banquier, membre de la chambre de commerce de Valenciennes lui succéda, et y meurt le 4 mars 1831. Ce château est aujourd'hui détruit.
Une grande partie de ces châteaux est démolie de nos jours. Le château Thibaut laisse maintenant place à une résidence pavillonnaire, de même que le château Mallez (dont le nom s'est paré d'un « t » final en lieu et place du « z »). Le château Lefebvre-Carlier, le dernier conservé, est aujourd'hui l'Hôtel de Ville. Le château La Poussière fut vendu en lots ; il en reste quelques vestiges, la tour ainsi qu'une aile dénommée Résidence d'Arnonville.
Un crématorium est mis en service en 1996.

## Politique et administration

### Rattachements administratifs et électoraux
La commune fait partie depuis 1926  de l'arrondissement de Valenciennes du département du Nord, en région Hauts-de-France. Pour l'élection des députés, elle dépend depuis 1988 de la vingtième circonscription du Nord.
Après avoir été rattachée en 1801 au canton de Valenciennes-Nord, elle fait partie depuis 1982 du canton d'Anzin. Dans le cadre du redécoupage cantonal de 2014 en France, ce canton, dont la commune est toujours membre, est modifié et agrandi.

### Intercommunalité
La commune est membre de la communauté d'agglomération Valenciennes Métropole, créée le 22 décembre 2000.

### Liste des maires

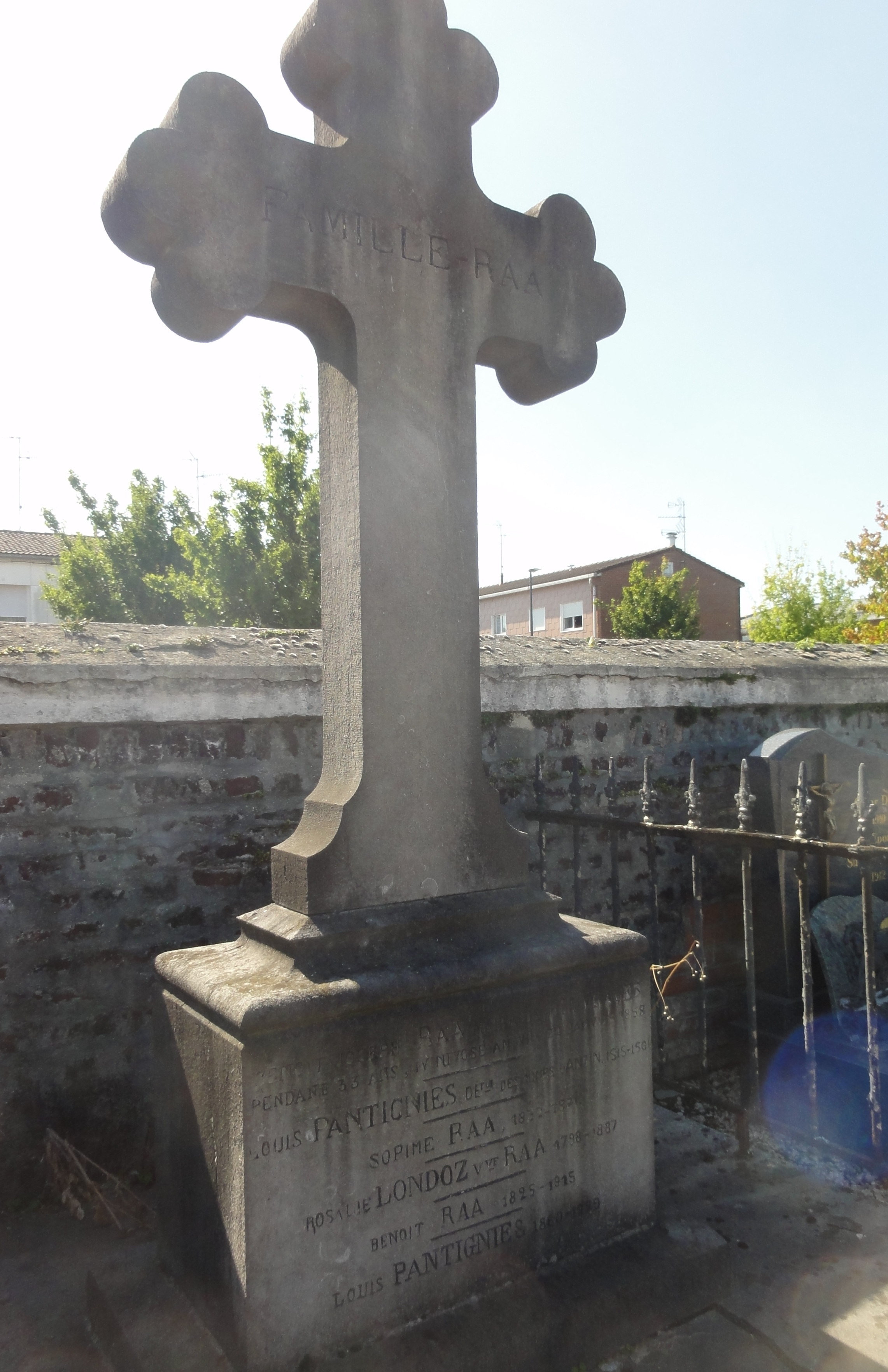
Tombe de Benoît Joseph Raa au cimetière de Beuvrages.

| Période      | Période                         | Identité                                    | Étiquette    | Qualité                                                                                              |
| ------------ | ------------------------------- | ------------------------------------------- | ------------ | --- |
| 1790         | 1793                            | Jean-Baptiste Douchement                    |              | Cultivateur                                                                                          |
| 1795         | 1795                            | Jean-Baptiste Canonne (1761-1826)           |              | |
| 1795         | 1800                            | Albert Houtelart                            |              | Menuisier, cabaretier                                                                                |
| 1800         | 1804                            | André Douchement                            |              | Petit cousin de Jean-Baptiste Douchement Mineur, garde champêtre, cultivateur                        |
| 1804         | 1817                            | Jean-Baptiste de Croëser (1757-1845)        |              | |
| 1817         | 1821                            | Jean-François Canonne de Mortry (1755-1840) |              | Avocat au Parlement de Flandre Président du Tribunal de commerce de Valenciennes                     |
| 1821         | 1823                            | Pierre-Agapite Gravis                       |              | Chirurgien, officier de santé en chef aux mines d'Anzin                                              |
| 1823         | 1826                            | François Lobry (1789-1859)                  |              | Cultivateur                                                                                          |
| 1826         | 22 janvier 1858                 | Benoît Joseph Raa (1798-22 janvier 1858)    |              | Décédé en fonction                                                                                   |
| 1858         | 1860                            | Louis Leclainche                            |              | Employé des Ponts et Chaussées                                                                       |
| avril 1860   | août 1860                       | Lucien Perdry                               |              | Propriétaire                                                                                         |
| 1860         | 1869                            | Louis Guisgand                              |              | Propriétaire                                                                                         |
| 1869         | 1875                            | Henri Landrieu                              |              | Propriétaire                                                                                         |
| 1875         | 1878                            | Alphacée Castiau (1809-1891)                |              | Directeur des mines de Vieux-Condé                                                                   |
| 1878         | 1884                            | Pierre Cromback (1812-1888)                 |              | Principal du collège de Valenciennes Chevalier de la Légion d'honneur                                |
| 1884         | 1901                            | Jules Lefebvre                              |              | Cultivateur Officier de l'Instruction publique                                                       |
| 1901         | 1912                            | Léon Plumecocq (1867-1926)                  |              | Cultivateur                                                                                          |
| janvier 1912 | mai 1912                        | Constant Joly                               |              | Maire par intérim                                                                                    |
| mai 1912     | janvier 1940                    | Amand Drémaux (1869-1940)                   | SFIO         | Artisan menuisier Chevalier de la Légion d'honneur Décédé en fonction                                |
| 1940         | 1945                            | François Dussart (1881-1961)                |              | Forgeron Désigné maire par le sous-préfet de Valenciennes                                            |
| 1945         | 1951                            | Hector Rousseau (1893-1961)                 |              | Résistant                                                                                            |
| 1952         | mai 1956                        | Marguerite Leduc (1894-1956)                |              | Cofondatrice de la future Union des Femmes Françaises Décédée en fonction                            |
| 1956         | mars 1959                       | Fleurisse Rousseau                          |              | Directrice de l'école des filles de Beuvrages, résistante                                            |
| mars 1959    | 1970                            | Henri Collin (1914-1972)                    |              | Démissionnaire                                                                                       |
| 1970         | mars 1971                       | Julien Dherbomez                            |              | Ancien résistant, maire par intérim                                                                  |
| mars 1971    | mars 1977                       | Roger Léhue                                 | PCF          | Ambulancier                                                                                          |
| mars 1977    | 1980                            | Jean-Claude Borgogno (1944-2021)            | PS           | Chargé de mission à EDF-GDF Conseiller régional (1979 → 1982) Démissionnaire                         |
| 1980         | mars 2001                       | Arthur Lompret-Bryck                        | PS app.      | Instituteur                                                                                          |
| mars 2001    | décembre 2016                   | André Lenquette                             | DVG puis DVD | Enseignant en productique retraité Conseiller départemental d'Anzin (2015 → 2016) Décédé en fonction |
| janvier 2017 | mai 2020                        | Marie-Suzanne Copin                         | DVG          | Directrice d'école retraitée                                                                         |
| mai 2020     | En cours (au 13 septembre 2022) | Ali Benyahia                                | PR-DVC       | Professeur de lycée, ancien adjoint au maire Ancien vice-président de la CA Valenciennes Métropole   |

## Équipements et services publics

### Enseignement
Beuvrages relève de l'académie de Lille.
La commune dispose de quatre établissements scolaires équipés chacun de restaurants scolaires qui accueillent les enfants de la maternelle et du primaire. Ils sont repartis sur les écoles Langevin, Kergomard, Curie et Ferry. Le Collège Paul Eluard complète le paysage pédagogique qui compte près de 400 élèves[réf. nécessaire].

### Justice, sécurité, secours et défense
La commune se trouve dans le ressort du tribunal d'instance, de grande instance, du tribunal pour enfants, du conseil de prud'hommes et du tribunal de commerce de Valenciennes, ainsi que de la cour d'appel de Douai.
Dans l'ordre administratif, elle relève du tribunal administratif de Lille et de la cour administrative d'appel de Douai.

## Population et société

### Démographie

#### Évolution démographique
L'évolution du nombre d'habitants est connue à travers les recensements de la population effectués dans la commune depuis 1800. Pour les communes de moins de 10 000 habitants, une enquête de recensement portant sur toute la population est réalisée tous les cinq ans, les populations de référence des années intermédiaires étant quant à elles estimées par interpolation ou extrapolation. Pour la commune, le premier recensement exhaustif entrant dans le cadre du nouveau dispositif a été réalisé en 2008.

En 2022, la commune comptait 6 791 habitants, en évolution de +1,97 % par rapport à 2016 (Nord : +0,51 %, France hors Mayotte : +2,11 %).
| 1800 | 1806 | 1821 | 1831 | 1836 | 1841 | 1846  | 1851  | 1856  |
| ---- | ---- | ---- | ---- | ---- | ---- | ----- | ----- | ----- |
| 702  | 681  | 751  | 865  | 870  | 950  | 1 043 | 1 128 | 1 195 |

| 1861  | 1866  | 1872  | 1876  | 1881  | 1886  | 1891  | 1896  | 1901  |
| ----- | ----- | ----- | ----- | ----- | ----- | ----- | ----- | ----- |
| 1 303 | 1 380 | 1 400 | 1 448 | 1 513 | 1 526 | 1 677 | 1 651 | 1 740 |

| 1906  | 1911  | 1921  | 1926  | 1931  | 1936  | 1946  | 1954  | 1962  |
| ----- | ----- | ----- | ----- | ----- | ----- | ----- | ----- | ----- |
| 1 760 | 2 125 | 2 121 | 2 315 | 2 698 | 2 888 | 2 918 | 3 236 | 4 718 |

| 1968  | 1975  | 1982  | 1990  | 1999  | 2006  | 2008  | 2013  | 2018  |
| ----- | ----- | ----- | ----- | ----- | ----- | ----- | ----- | ----- |
| 8 042 | 8 485 | 8 560 | 8 042 | 7 673 | 7 071 | 6 900 | 6 716 | 6 821 |

| 2022  | - | - | - | - | - | - | - | - |
| ----- | - | - | - | - | - | - | - | - |
| 6 791 | - | - | - | - | - | - | - | - |

#### Pyramide des âges
La population de la commune est relativement jeune.
En 2018, le taux de personnes d'un âge inférieur à 30 ans s'élève à 41,9 %, soit au-dessus de la moyenne départementale (39,5 %). À l'inverse, le taux de personnes d'âge supérieur à 60 ans est de 20,9 % la même année, alors qu'il est de 22,5 % au niveau départemental.
En 2018, la commune comptait 3 265 hommes pour 3 556 femmes, soit un taux de 52,13 % de femmes, légèrement supérieur au taux départemental (51,77 %).
Les pyramides des âges de la commune et du département s'établissent comme suit.
| Hommes | Classe d’âge | Femmes |
| ------ | ------------ | ------ |
| 0,4    | 90 ou +      | 0,5    |
| 4,4    | 75-89 ans    | 7,1    |
| 13,9   | 60-74 ans    | 15,5   |
| 18,2   | 45-59 ans    | 19,0   |
| 18,7   | 30-44 ans    | 18,3   |
| 20,8   | 15-29 ans    | 18,4   |
| 23,6   | 0-14 ans     | 21,2   |

| Hommes | Classe d’âge | Femmes |
| ------ | ------------ | ------ |
| 0,5    | 90 ou +      | 1,4    |
| 5,3    | 75-89 ans    | 8,1    |
| 14,8   | 60-74 ans    | 16,2   |
| 19,1   | 45-59 ans    | 18,4   |
| 19,5   | 30-44 ans    | 18,7   |
| 20,7   | 15-29 ans    | 19,1   |
| 20,2   | 0-14 ans     | 18     |

### Sports et loisirs
Le club Beuvrages USM de Basket-ball évolue actuellement[Quand ?] à la salle Auguste Delaune. Son équipe seniors évolue en pré-nationale[réf. nécessaire].

### Vie associative
La ville compte de nombreuses associations sportives[réf. nécessaire] : 
- Office Municipal des Sports (OMS)
- Olympique Sportive Municipale Beuvrageoise Athlétisme (OSMBA)
- A.S.M Beuvrages Basket Féminin
- U.S.M Beuvrages Basket Masculin
- Gymnastique volontaire "Loisirs des Biberlots"
- Javelot Club de Beuvrages
- Tambourin Pelote Club
- Tennis Club de Beuvrages
- Aiki Goshin Hakko Ruy
- Beuvrages Futsal
- Lumpini Club - Muay Thaï
- U.S.M.B Football
- New Dance
- Les Mélusines
- Team Compétition
- ASPTT Coyottes Hainaut - Football Américain
- Association Sportive Fitness
- Judo Club
- Loisirs et détente
- Judo

## Culture locale et patrimoine

### Lieux et monuments
L'église paroissiale Saint-Paul, inaugurée en 1968 et due à l'architecte Marc Olivier, est inscrite à l'Inventaire général du patrimoine culturel.
Une ancienne ferme, érigée entre les XVIIe et XVIIIe siècles, se dresse au 15, rue Emile Zola. La section droite du bâtiment, ornée de son pigeonnier distinctif, constitue un élément historique de l'ancienne ferme du château de Philippe François Hannecart, baron de Briffoeil et conseiller au parlement de Flandre. En 1758, à la suite du décès de son épouse, le domaine est divisé entre les héritiers. La ferme est alors acquise par son locataire, Toussaint Ovelaque, et est restée depuis lors entre les mains de ses descendants. Une extension est ajoutée à la partie gauche du bâtiment vers 1813. Cette remarquable structure est localisée.
Une statue en bois polychrome du XVIIe siècle de Saint-Saulve, visible à l'Église Saint-Paul, est une représentation du saint vêtu d'habits pontificaux, tenant une hache ensanglantée, l'instrument de son supplice, accompagné d'un taureau aux cornes enflammées. Elle commémore le souvenir du martyr de ce missionnaire au château de Beuvrages, où il fut mis à mort par le fils du procureur. Capturés, lui et son disciple furent massacrés à coups de hache et enterrés dans une étable. Plusieurs années plus tard, une vieille femme vit l'étable en feu et un taureau dont les cornes brillaient d'une lumière surnaturelle. Charles Martel, impressionné par cette vision, ordonna des recherches. On raconte que les bovins refusèrent obstinément de partir lorsque les corps furent retrouvés et qu'ils se dirigèrent d'eux-mêmes vers l'église du village où le saint avait prêché pour la dernière fois
La pierre tombale de Jean Rasoir et Jeanne de Vendegies, seigneur de Beuvrages et de sa femme Jeanne de Vendegies, datant du XVe siècle et reprise en 1620, provenant de la destruction de l'église Saint-Saulve, à l'emplacement de l'actuelle école Joliot-Curie en 1975, et aujourd'hui conservée à la mairie figure le couple en méplat dans une pierre de Tournai. Cet objet est classé monument historique depuis 1992.
Monument aux morts, inauguré le 11 septembre 1921, architectes Foyer et Pillet de Valenciennes, Il a été déplacé en 1973.

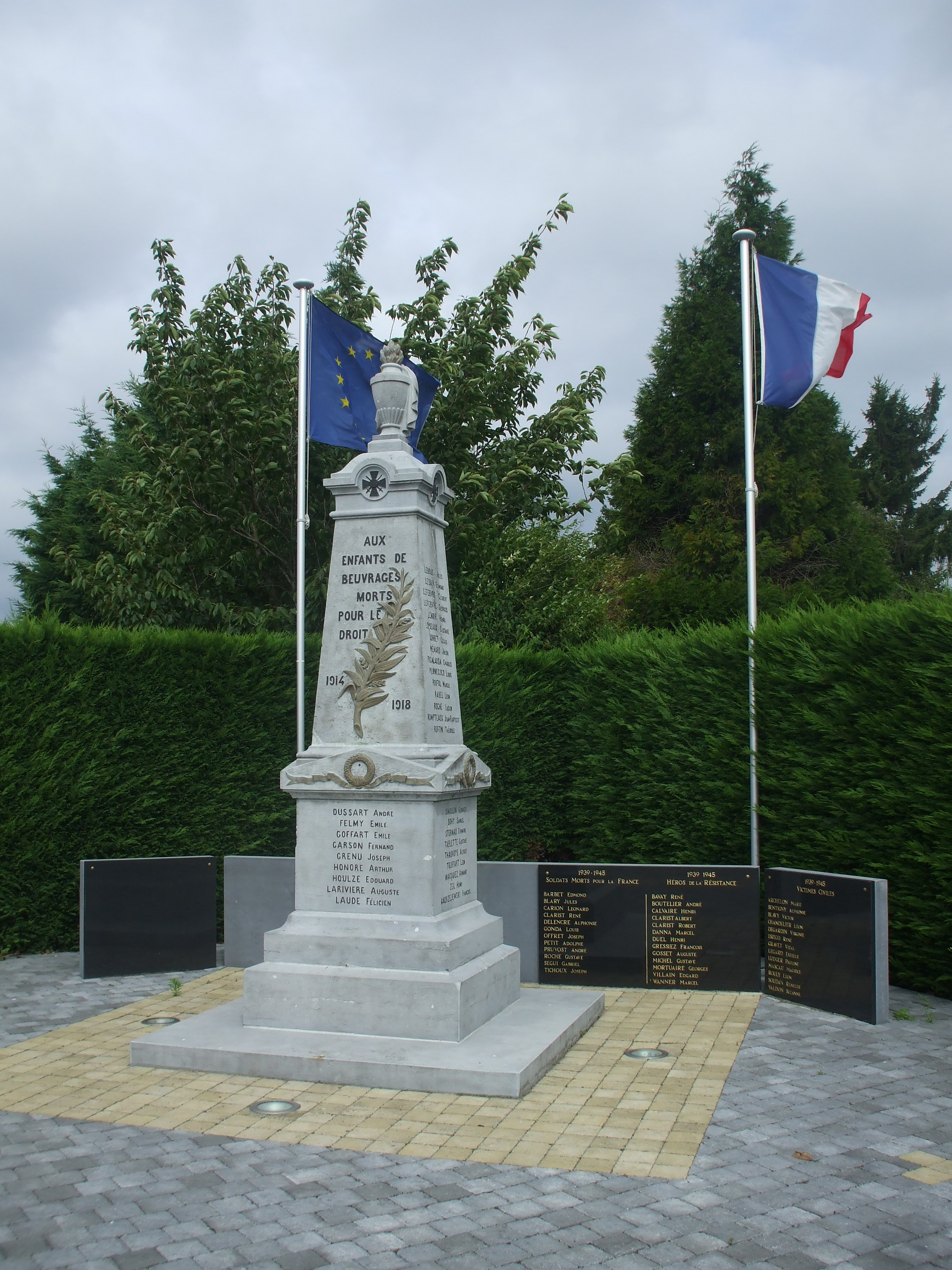
Monument aux morts en pierre de Soignies, après son déménagement en octobre 2013
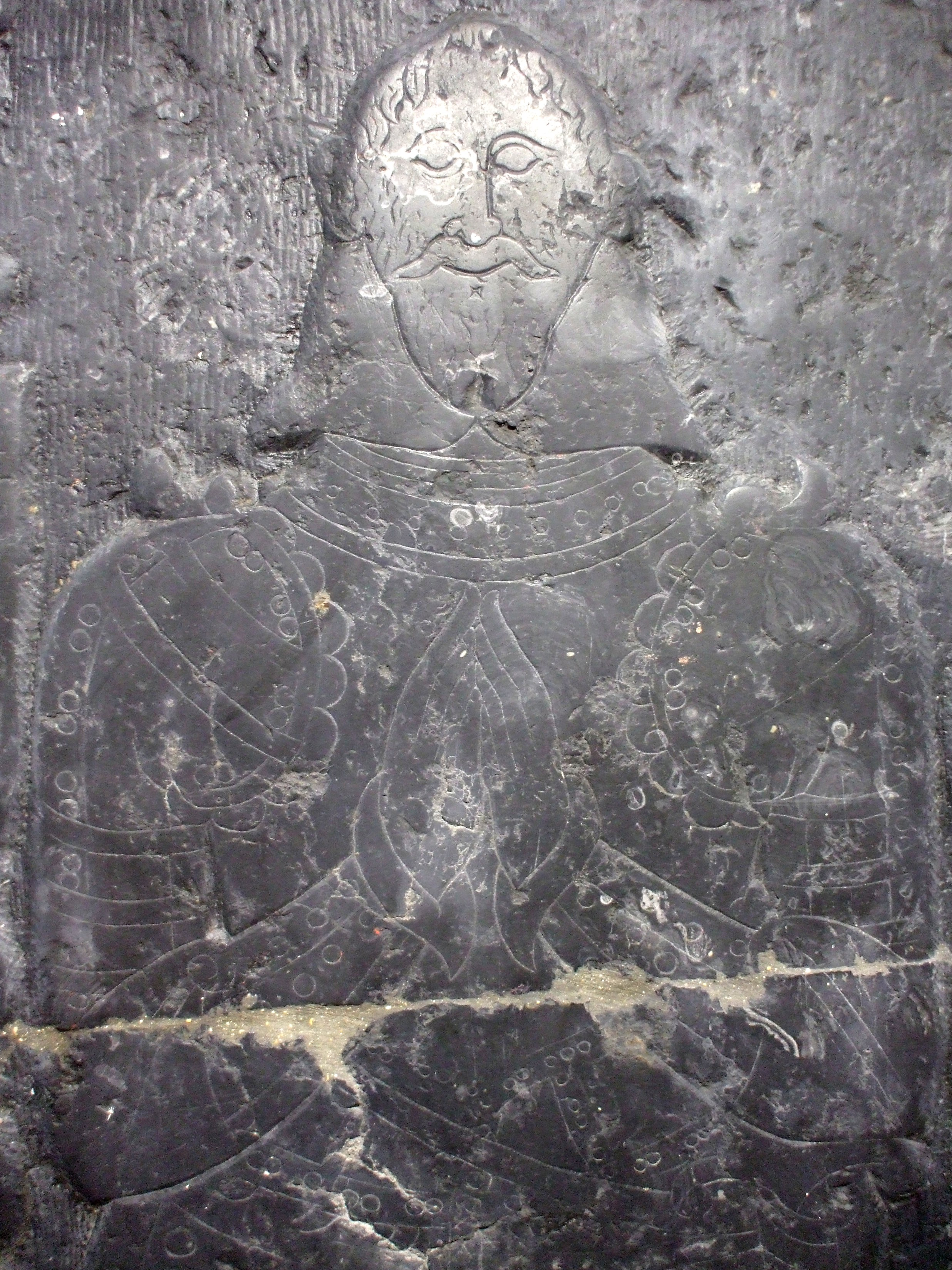
détail du gisant de Jean Rasoir
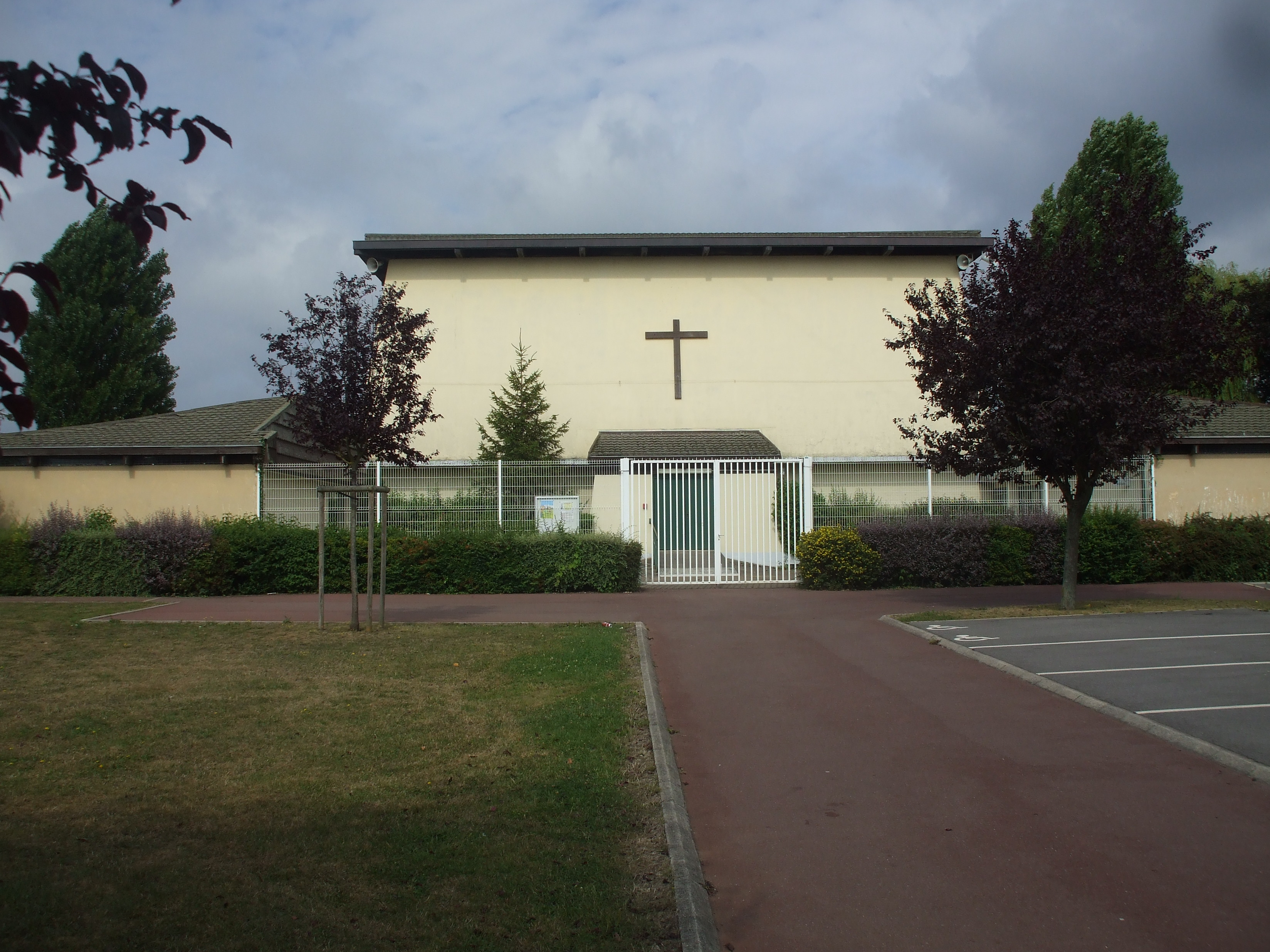
église Saint-Paul

### Personnalités liées à la commune
- Saint-Salve (mort vers 771), Salve d'Angoulême, ou Sauve, Saulve, Salvius, originaire d'Auvergne et évêque d'Angoulême, avec Super ou Supérieur ou Supery, martyrs  assassinés vers 771 à Beuvrages[46].

Le nom de certains seigneurs nous est parvenu : 
- Au fil des mentions, on apprend l'existence d'un Régnier de Buvraige en 1206, de Robert Basoche seigneur de Beuvrages et son épouse Havide en 1220[21].
- Quelques familles sont connues sur plusieurs générations : les Perfontaine (Bauduin [sic], Gilles, Jean) entre 1280 et 1380, les Jauche (Guillaume, Jean) entre 1380 et 1430[21].
- La famille Rasoir (Jean et son fils Jean) entre 1431 et 1470 est une des plus célèbres familles, car la pierre tombale de Jean Rasoir et Jeanne de Vendegies, son épouse  est classée monument historique[45] et présentée à la mairie qui a choisi de reprendre ses armoiries.
Sur cette pierre tombale, Jean Rasoir, par ailleurs membre de l'oligarchie de Valenciennes, est présenté comme seigneur de Beuvrages, Odomez et Maing[47].

### Héraldique
| Blason de Beuvrages | Blason  | Écartelé aux 1 et 4, d'azur à trois flèches d'or, en bande, rangées en barre et aux 2 et 3, bandé d'argent et de gueules de six pièces. |
| Blason de Beuvrages | Détails | Les armoiries de Beuvrages reprennent celles de Jean Rasoir seigneur de Beuvrages au XVe siècle, et mêlent en les écartelant celles de son père, Jean Rasoir (flèches d'or) et celles de sa mère Jacqueline Roisin (bandes d'argent et gueules). Le statut officiel du blason reste à déterminer. |

## Pour approfondir